# Aphantolana sphaeromiformis
Aphantolana sphaeromiformis är en kräftdjursart som först beskrevs av Hansen 1890.  Aphantolana sphaeromiformis ingår i släktet Aphantolana och familjen Cirolanidae.
Artens utbredningsområde är Karibiska havet. Inga underarter finns listade i Catalogue of Life.